# كأس الاتحاد الإنجليزي 1987–88
كأس الاتحاد الإنجليزي 1987–88 (بالإنجليزية: 1987–88 FA Cup)‏ هو الموسم 107 من  كأس الاتحاد الإنجليزي. الذي يشرف على تنظيمه الاتحاد الإنجليزي لكرة القدم، وفاز فيه نادي ويمبلدون.